# Nikos Papadopoulos
Nikolaus (Nikos) Papadopoulos, född 24 juni 1939 i Grekland, är en svensk politiker (socialdemokrat), som var riksdagsledamot 1996–1998 och 1999–2010. Han har varit egen företagare.
År 2002 blev Nikos Papadopoulos ledamot i kulturutskottet.
Nikos Papadopoulos valkrets var Stockholms kommun. Han har inte haft några uppdrag i riksdagen sedan 2010-10-04 då han gick i pension.